# Ilmārs Bricis
Ilmārs Bricis, né le 9 juillet 1970 à Riga, est un biathlète letton actif à partir de 1990. Il a participé à six éditions des Jeux olympiques d'hiver entre 1992 et 2010 et remporté entre autres deux médailles aux Championnats du monde en 2001 et 2005. Il est le premier biathlète de son pays à monter sur des podiums mondiaux.
Retraité en 2012, il reprend la compétition durant la Coupe du monde 2016-2017 (à l'âge de 46 ans) avec pour ambition une septième participation aux Jeux olympiques.

## Biographie

### Carrière sportive
Au début de sa carrière, il n'est pas introduit dans l'équipe soviétique, puis fait ses grands débuts internationaux dès l'indépendance lettonne. Il prend part aux Jeux olympiques d'Albertville en 1992. Après une sérieuse blessure au genou en 1994, il obtient son premier résultat significatif lors de l'hiver 1994-1995 au sprint d'Oberhof, où il est quatrième.
Lors de la saison 1997-1998, il obtient ses deux premiers podiums en Coupe du monde à Pokljuka et Hochfilzen en sprint, pour finir douzième du classement général. Cet hiver, il est aussi cinquième de l'individuel des Jeux olympiques de Nagano, son deuxième meilleur résultat en six éditions.
Aux Championnats du monde 2001, il remporte la médaille de bronze à l'individuel, devenant le premier letton sur le podium d'un mondial.
Aux Championnats du monde 2005, il remporte sa deuxième médaille de bronze mondiale, l'obtenant sur le sprint.
Aux Jeux olympiques d'hiver de 2006, il se retrouve au pied du podium, quatrième de la poursuite.
En 2010, il prend part à ses sixièmes jeux olympiques à Vancouver, où il est notamment 14e de la poursuite. Il fait partie des cinq biathlètes comptant six sélections olympiques avec Alfred Eder, Mike Dixon, Sergueï Tchepikov et Ole Einar Bjørndalen. En ouverture de l'hiver 2010-2011, il gagne une course de l'IBU Cup à Beitostølen.
Au cours de la saison 2011-2012, il se met en pré-retraite et dispute seulement cinq courses internationales, en Coupe du monde, dont deux relais, sans grand résultat. Il entraîne plus tard l'équipe féminine lituanienne.
Six ans après s'être retiré du circuit, il retourne à la compétition en début de saison 2016-2017, retrouve la Coupe du monde et participe aux championnats du monde 2017, dans le but de préparer les Jeux olympiques de Pyeongchang de 2018 auxquels il espère participer. Il ne parvient cependant pas à se qualifier pour les Jeux olympiques et met un terme, définitif cette fois, à sa carrière en mars 2018, à l'âge de 47 ans, après un dernier relais en Coupe du monde disputé à Oslo. En parallèle, il entraîne sa compatriote Baiba Bendika.

### Vie privée
Policier de profession, il a été l'époux de la fondeuse Andžela Brice, avec qui il a eu une fille Aneta Brice, également fondeuse. Depuis 2014, il est marié à la biathlète lituanienne Diana Rasimovičiūtė.

## Palmarès

### Jeux olympiques
| Épreuve / Édition                   | Individuel | Sprint | Poursuite                        | Départ en masse                  | Relais |
| Jeux olympiques 1992 Albertville    | 61e        | 39e    | Épreuve inexistante à cette date | Épreuve inexistante à cette date | 16e    |
| Jeux olympiques 1994 Lillehammer    | —          | 41e    | Épreuve inexistante à cette date | Épreuve inexistante à cette date | 16e    |
| Jeux olympiques 1998 Nagano         | 5e         | 32e    | Épreuve inexistante à cette date | Épreuve inexistante à cette date | 6e     |
| Jeux olympiques 2002 Salt Lake City | 39e        | 40e    | 51e                              | Épreuve inexistante à cette date | 17e    |
| Jeux olympiques 2006 Turin          | 19e        | 12e    | 4e                               | 28e                              | 16e    |
| Jeux olympiques 2010 Vancouver      | 74e        | 14e    | 32e                              | —                                | 19e    |

Légende :
- — : pas de participation à l'épreuve
- : pas d'épreuve

### Championnats du monde
| Année | Lieu                                      | Individuel                | Sprint                    | Poursuite                        | Mass start                       | Relais            | Relais mixte                     | Par équipes                      |
| ----- | ----------------------------------------- | ------------------------- | ------------------------- | -------------------------------- | -------------------------------- | ----------------- | -------------------------------- | -------------------------------- |
| 1993  | Borovets, Bulgarie                        | -                         | 79e                       | Épreuve inexistante à cette date | Épreuve inexistante à cette date | -                 | Épreuve inexistante à cette date | 19e                              |
| 1995  | Antholz-Anterselva, Italy                 | 69e                       | 35e                       | Épreuve inexistante à cette date | Épreuve inexistante à cette date | 12e               | Épreuve inexistante à cette date | 7e                               |
| 1996  | Ruhpolding, Allemagne                     | 30e                       | 13e                       | Épreuve inexistante à cette date | Épreuve inexistante à cette date | 11e               | Épreuve inexistante à cette date | -                                |
| 1997  | Brezno-Osrblie, Slovaquie                 | 16e                       | 23e                       | 18e                              | Épreuve inexistante à cette date | 12e               | Épreuve inexistante à cette date | 15e                              |
| 1998  | Pokljuka, Slovenie & Hochfilzen, Autriche | JO Nagano                 | JO Nagano                 | 9e                               | Épreuve inexistante à cette date | JO Nagano         | Épreuve inexistante à cette date | 8e                               |
| 1999  | Kontiolahti, Finlande & Oslo, Norvège     | 10e                       | 12e                       | 6e                               | 15e                              | 5e                | Épreuve inexistante à cette date | Épreuve inexistante à cette date |
| 2000  | Oslo, Norvège ( & Lahti, Finlande )       | Abandon                   | 30e                       | 31e                              | 14e                              | 6e                | Épreuve inexistante à cette date | Épreuve inexistante à cette date |
| 2001  | Pokljuka, Slovenie                        | Médaille de bronze, monde | 40e                       | 22e                              | 8e                               | 9e                | Épreuve inexistante à cette date | Épreuve inexistante à cette date |
| 2002  | Oslo, Norvège                             | JO Salt Lake City         | JO Salt Lake City         | JO Salt Lake City                | 8e                               | JO Salt Lake City | Épreuve inexistante à cette date | Épreuve inexistante à cette date |
| 2003  | Khanty-Mansiïsk, Russie                   | 18e                       | 33e                       | 12e                              | 4e                               | 12e               | Épreuve inexistante à cette date | Épreuve inexistante à cette date |
| 2004  | Oberhof, Allemagne                        | 30e                       | 45e                       | 28e                              | -                                | 13e               | Épreuve inexistante à cette date | Épreuve inexistante à cette date |
| 2005  | Hochfilzen, Autriche                      | 38e                       | Médaille de bronze, monde | 14e                              | 13e                              | 19e               | -                                | Épreuve inexistante à cette date |
| 2007  | Antholz-Anterselva, Italie                | -                         | Non partant               | -                                | -                                | 12e               | 17e                              | Épreuve inexistante à cette date |
| 2008  | Östersund, Suède                          | 15e                       | 18e                       | 13e                              | 12e                              | 13e               | -                                | Épreuve inexistante à cette date |
| 2009  | Pyeongchang, Corée du Sud                 | 48e                       | 25e                       | 38e                              | -                                | 17e               | -                                | Épreuve inexistante à cette date |
| 2011  | Khanty-Mansiïsk, Russie                   | 58e                       | 20e                       | 36e                              | -                                | 14e               | 17e                              | Épreuve inexistante à cette date |
| 2017  | Hochfilzen, Autriche                      | -                         | 84e                       | -                                | -                                | 22e               | 25e                              | Épreuve inexistante à cette date |

### Coupe du monde
- Meilleur classement général : 12e en 1998.
- 7 podiums individuels[5] : 3 deuxièmes places et 4 troisièmes places.

#### Classements en Coupe du monde
| Saison    | Classement général final | Individuel | Sprint | Poursuite | Mass start                       |
| 1997-1998 | 12e                      | 20e        | 12e    | 12e       | Épreuve inexistante à cette date |
| 1998-1999 | 23e                      | 24e        | 34e    | 13e       | 23e                              |
| 1999-2000 | 20e                      | 25e        | 13e    | 26e       | 24e                              |
| 2000-2001 | 17e                      | 56e        | 17e    | 23e       | 20e                              |
| 2001-2002 | 28e                      | 18e        | 44e    | 30e       | 9e                               |
| 2002-2003 | 18e                      | 38e        | 21e    | 15e       | 15e                              |
| 2003-2004 | 62e                      | 47e        | 69e    | 62e       |                                  |
| 2004-2005 | 16e                      | nc         | 17e    | 13e       | 12e                              |
| 2005-2006 | 18e                      | 33e        | 16e    | 12e       | 22e                              |
| 2006-2007 | 39e                      | nc         | 41e    | 34e       | 38e                              |
| 2007-2008 | 38e                      | 36e        | 45e    | 33e       | 35e                              |
| 2008-2009 | 80e                      | 82e        | 67e    | 80e       |                                  |
| 2009-2010 | 55e                      | 51e        | 49e    | 72e       |                                  |
| 2010-2011 | 55e                      | 46e        | 51e    | 63e       |                                  |
| 2011-2012 | nc                       | nc         | nc     |           |                                  |
|           |                          |            |        |           |                                  |
| 2016-2017 | nc                       | nc         | nc     | nc        |                                  |
| 2017-2018 | nc                       | nc         | nc     |           |                                  |

#### Podiums
| Saison    | Lieu       | Place | Discipline |
| 1997-1998 | Pokljuka   | 3e    | Sprint     |
| 1997-1998 | Hochfilzen | 2e    | Sprint     |
| 2000-2001 | Pokljuka   | 3e    | Individuel |
| 2001-2002 | Pokljuka   | 2e    | Individuel |
| 2004-2005 | Hochfilzen | 3e    | Sprint     |
| 2005-2006 | Östersund  | 3e    | Sprint     |
| 2005-2006 | Oslo       | 2e    | Sprint     |

### Championnats d'Europe
- Médaille d'argent de la poursuite en 2007.
- Médaille d'argent de la poursuite en 1998.
- Médaille de bronze de l'individuel et du sprint en 1998.
- Médaille de bronze de l'individuel en 2000.
- Médaille de bronze de la poursuite et du relais en 2002.

### Championnats du monde de biathlon d'été
- Médaille d'argent de la poursuite en 1999.
- Médaille d'argent du relais en 1999, 2000 et 2001.
- Médaille de bronze du sprint en 2000.

### IBU Cup
- Il remporte une victoire en IBU Cup.